# Lista de prêmios e indicações recebidos por Morgan Freeman
O ator estadunidense Morgan Freeman é um dos mais premiados e aclamados de sua geração. Freeman foi indicado cinco vezes ao Prêmio da Academia e também ao Globo de Ouro - duas das mais prestigiosas premiações do cinema, primeiramente por sua atuação no suspense policial Street Smart (1987). Dois anos mais tarde, o ator recebeu o Globo de Ouro de Melhor Ator em Comédia ou Musical e foi indicado ao Óscar de Melhor Ator por sua performance em Driving Miss Daisy. Por sua performance aclamada no drama The Shawshank Redemption, Freeman foi indicado a diversos prêmios incluindo novamente o Óscar de Melhor Ator Principal, o Globo de Ouro de Melhor Ator em Filme de Drama e o Prêmio SAG de Melhor Ator em Cinema. 

## Prêmios e indicações

### Óscar
O "Óscar" ("Academy Awards") é uma das principais cerimônias de premiações dos Estados Unidos, através do qual a Academia de Artes e Ciências Cinematográficas reconhece anualmente a excelência técnica e performática em produções cinematográficas dos mais distintos gêneros.
| Ano  | Categoria               | Indicado/Obra            | Resultado | Ref.  |
| ---- | ----------------------- | ------------------------ | --------- | ----- |
| 1988 | Melhor Ator Coadjuvante | Street Smart             | Indicado  | [ 2 ] |
| 1990 | Melhor Ator Principal   | Driving Miss Daisy       | Indicado  | [ 3 ] |
| 1995 | Melhor Ator Principal   | The Shawshank Redemption | Indicado  | [ 4 ] |
| 2005 | Melhor Ator Coadjuvante | Million Dollar Baby      | Venceu    | [ 5 ] |
| 2010 | Melhor Ator Principal   | Invictus                 | Indicado  | [ 6 ] |

### Globo de Ouro
O "Globo de Ouro" ("Golden Globe Awards") é uma das mais aclamadas cerimônias de premiações dos Estados Unidos, através do qual a Associação de Imprensa Estrangeira de Hollywood reconhece anualmente o nível técnico e performático em produções musicais, cinematográficas e televisivas nos gêneros Drama, Comédia e Musical.
| Ano  | Categoria                         | Indicado/Obra            | Resultado | Ref.          |
| ---- | --------------------------------- | ------------------------ | --------- | ------------- |
| 1988 | Melhor Ator Coadjuvante em Cinema | Street Smart             | Indicado  | [ 8 ]         |
| 1990 | Melhor Ator em Comédia ou Musical | Driving Miss Daisy       | Venceu    | [ 9 ]         |
| 1995 | Melhor Ator em Filme Dramático    | The Shawshank Redemption | Indicado  | [ 10 ]        |
| 2005 | Melhor Ator Coadjuvante em Cinema | Million Dollar Baby      | Indicado  | [ 11 ]        |
| 2010 | Melhor Ator em Filme Dramático    | Invictus                 | Indicado  | [ 12 ]        |
| 2012 | Prémio Cecil B. DeMille           | Morgan Freeman           | Venceu    | [ 13 ] [ 14 ] |

### Prêmio Screen Actors Guild
O "Prêmio do Sindicato dos Atores" ("Screen Actors Guild Awards") foi estabelecido em 1995 pelo Sindicato dos Atores da Cine-Federação Estadunidense de Artistas de Rádio e Televisão (SAG-AFTRA) e destina-se a reconhecer os méritos performáticos e técnicos de produções cinematográficas e televisivas em diversas categorias de premiação que contemplam exclusivamente aspectos de performance.
| Ano  | Categoria                        | Indicado/Obra            | Resultado | Ref.   |
| ---- | -------------------------------- | ------------------------ | --------- | ------ |
| 1995 | Melhor Ator em Cinema            | The Shawshank Redemption | Indicado  |        |
| 2005 | Melhor Ator Secundário em Cinema | Million Dollar Baby      | Venceu    |        |
| 2010 | Melhor Ator em Cinema            | Invictus                 | Indicado  |        |
| 2019 | Life Achievement Award           | Morgan Freeman           | Venceu    | [ 17 ] |

### Prêmio Empire
| Ano  | Categoria   | Indicado/Obra | Resultado | Ref.   |
| ---- | ----------- | ------------- | --------- | ------ |
| 1997 | Melhor Ator | Se7en         | Venceu    | [ 18 ] |

### Prêmio Saturno
| Ano  | Categoria             | Indicado/Obra | Resultado | Ref.   |
| ---- | --------------------- | ------------- | --------- | ------ |
| 1995 | Melhor Ator em Cinema | Se7en         | Indicado  | [ 19 ] |

### Prêmio MTV Movie
| Ano  | Categoria            | Indicado/Obra                                     | Resultado | Ref.   |
| ---- | -------------------- | ------------------------------------------------- | --------- | ------ |
| 1992 | Melhor Dupla em Cena | Robin Hood: Prince of Thieves (com Kevin Costner) | Indicado  | [ 20 ] |
| 1996 | Melhor Dupla em Cena | Se7en (com Brad Pitt)                             | Indicado  | [ 21 ] |